# Juan Enrique García Rivas
Juan Enrique García Rivas (Ciudad Bolívar, 16 aprile 1970) è un ex calciatore venezuelano, di ruolo attaccante.

## Carriera

### Club
Ha giocato per praticamente tutta la sua carriera in Venezuela, con una sola esperienza all'estero, ai colombiani del Deportivo Pasto. Nel corso della sua carriera ha segnato 243 reti, collocandosi al decimo posto nella classifica dei migliori marcatori ancora in attività .

### Nazionale
Con la nazionale di calcio venezuelana ha giocato 47 partite e segnato sette gol tra il 1993 e il 2004.

## Palmarès

### Club

#### Competizioni nazionali
- Campionato venezuelano: 3

Minervén: 1995-1996
Caracas: 1996-1997, 2000-2001

### Individuale
- Capocannoniere della Coppa Merconorte: 1

1999 (6 reti)